# Сульжинівська сільська рада
Сульжинівська сільська рада — колишня адміністративно-територіальна одиниця та орган місцевого самоврядування у Дзержинському районі Волинської округи, Вінницької та Житомирської областей Української РСР з адміністративним центром у селі Сульжинівка.

## Населені пункти
Сільській раді на час ліквідації були підпорядковані населені пункти:
- с. Сульжинівка.

## Історія та адміністративний устрій
Створена 28 вересня 1925 року в колонії Сульжинівка Старочуднівсько-Гутянської сільської ради Романівського району Волинської округи. Раніше, 23 вересня 1925 року, відповідно до постанови ВУЦВК та РНК УСРР «Про зміни в адміністративно-територіальному поділі Житомирської та Коростенської округ», сільську раду передано зі складу Чуднівського району до складу Миропільського району, тією ж постановою перейменованого на Романівський район (згодом — Дзержинський).
Станом на 1 вересня 1946 року сільська рада входила до складу Дзержинського району Житомирської області, на обліку в раді перебувало с. Сульжинівка.
Ліквідована 11 серпня 1954 року, відповідно до указу Президії Верховної ради Української РСР «Про укрупнення сільських рад по Житомирській області», територію ради та с. Сульжинівка приєднано до складу Старочуднівськогутянської сільської ради Дзержинського району Житомирської області.